# Birch–Swinnerton-Dyers förmodan
Birch-Swinnerton-Dyers förmodan tillhör området aritmetisk algebraisk geometri. Som Newton var den förste att påpeka skär en linje en elliptisk kurva i tre punkter. För detta gäller att om två av dessa punkter är rationella så är också den tredje rationell. 
Låt E(Q) vara en elliptisk kurva, det vill säga en icke-singulär, projektiv kurva av genus 1, definierad över en talkropp K. Denna ekvation skrivs vanligtvis på formen y² = x³ + ax + b där a och b är heltal. Man kan visa att de rationella punkterna i K bildar en grupp under den additionsoperation som ges av att tre kolinjära punkter summerar till 0. Det vill säga:
{\displaystyle f(x,y)=0,\quad x,y\in \mathbb {Q} .}
Denna grupp består av en torsionskomponent samt r antal kopior av Z. r kallas rangen för E. Associerad till E finns också en meromorf funktion L(E,s), s komplex, kallad L-funktionen för E. Den definieras som en viss eulerprodukt där faktorerna beror på antalet punkter på E över de ändliga kropparna.
{\displaystyle L:=\prod _{p\nmid 2\delta }(1-a_{p}p^{-s}+p^{1-2s})^{-1}}
Denna eulerprodukt konvergerar för Re(s) > 3/2.
Birch-Swinnerton-Dyers förmodan lyder:
Taylorexpansionen för L(E,s) vid s=1 har formen
{\displaystyle L(E,s)=c(s-1)^{r}+{\text{termer av hogre ordning,}}\qquad c\neq 0}
Förmodan innebär alltså att gruppen innehåller ett oändligt antal rationella punkter om L-funktionen har ett nollställe i s=1 och ett ändligt om L-funktionen inte har det.

## Historia
I början av 1960-talet undersökte Peter Swinnerton-Dyer antalet punkter modulo p (betecknas med Np) för ett stort antal primtal p för ett stort antal elliptiska kurvor vars rang var känt. Från dessa numeriska resultat förmodade Bryan John Birch och Swinnerton-Dyer att Np för kurvan E med rang r satisfierar
{\displaystyle \prod _{p\leq x}{\frac {N_{p}}{p}}\approx C\log(x)^{r}{\mbox{ as }}x\rightarrow \infty }
där C är en konstant.

Grafen av för kurvan y^{2} = x^{3} − 5x då X går över de första 100000 primtalen. X-axeln är log(log(X)) och Y-axeln är i logaritmisk skala så att förmodan säger att data borde bilda en linje med en lutning samma som kurvans rang, vilket i detta fall är 1. Som jämförelse finns en röd linje med lutning 1 i grafen.

Det här ledde dem till en allmän förmodan om kurvans L-funktion L(E, s) vid s = 1, nämligen att den har ett nollställe av ordning r vid 1.
Förmodan utvidgades senare till att omfatta en explicit formel för den första Taylorkoefficienten av L-funktionen vid s = 1. Denna starkare förmodan lyder
{\displaystyle {\frac {L^{(r)}(E,1)}{r!}}={\frac {\#\mathrm {Sha} (E)\Omega _{E}R_{E}\prod _{p|N}c_{p}}{(\#E_{\mathrm {Tor} })^{2}}}}
där kvantiteterna i högra membrum är invarianter av kurvan, undersökta av Cassels, Tate, Sjafarevitj och andra: dessa inkluderar ordningen av torsiongruppen, ordningen av Tate–Sjafarevitjgruppen och den kanoniska höjden av en bas av rationella punkter (Wiles 2006).

## Konsekvenser
Såsom Riemannhypotesen har Birch-Swinnerton-Dyers förmodan en mängd konsekvenser.
- Låt n vara ett udda kvadratfritt tal. Om man antar Birch-Swinnerton-Dyers förmodan är n ett kongruent tal om och bara om antalet heltalslösningar (x, y, z) av ekvationen {\displaystyle 2x^{2}+y^{2}+8z^{2}=n} är två gånger antalet heltalslösningar av ekvationen {\displaystyle 2x^{2}+y^{2}+32z^{2}=n}. Den här satsen av Tunnell (1983) är relaterad till det att n är ett kongruent tal om och bara elliptiska kurvan {\displaystyle y^{2}=x^{3}-n^{2}x} har en rationell punkt av oändlig ordning (härmed, om man antar Birch-Swinnerton-Dyers förmodan, har dess L-funktion ett nollställe vid 1).